# Georg Christoph Binding
Georg Christoph Binding (* 16. Oktober 1807 in Frankfurt am Main; † 12. Januar 1877 ebenda) war ein deutscher Jurist und Politiker der Freien Stadt Frankfurt.
Binding war der Sohn des Bäckermeisters und Senators Wilhelm Peter Binding und dessen Ehefrau Christine Dorothea Krieg (1774–1849). Er heiratete seine Cousine Maria Dorothea genannt Doris Binding. Der gemeinsame Sohn Karl Binding (1841–1920) wurde Professor der Rechtswissenschaften und Rektor der Leipziger Universität. Dessen Sohn Rudolf G. Binding wurde als Autor bekannt.
Georg Christoph Binding studierte Rechtswissenschaften, wurde zum Dr. jur. promoviert und lebte als Advokat in Frankfurt. 1865 wurde er auch Rat am Appellationsgericht Frankfurt am Main. 1843 bis 1857 gehörte er der Gesetzgebenden Versammlung und 1847–1857 der Ständigen Bürgerrepräsentation an.
In der Revolution von 1848/1849 in der Freien Stadt Frankfurt gehörte er zu den führenden Liberalen der Stadt. 1848 war er Mitglied des Vorparlaments. Am 24. August 1848 wurde er auf Vorschlag des Montagskränzchens und des Deutschen Vereins in den 30-köpfigen Verfassungsausschuss gewählt. Am 25. Oktober 1848 wählten ihn die Bürger in die Constituierende Versammlung der Freien Stadt Frankfurt. Dort war er zunächst bis 8. Januar 1849 erster Vizepräsident. Vom 8. Januar 1849 bis 14. Mai 1849 war er zweiter Vizepräsident.